# En hunds hjärta
En hunds hjärta eller Hundhjärtat (ryska: Собачье сердце Sobatje serdtse) är en roman av den ryske författaren Michail Bulgakov. Boken skrevs 1925 men blev utgiven först 1969. Den är en satir om hur en hund förvandlas efter att hypofys och testiklar från en människa inopererats. 1976 kom en italiensk film baserad på boken, 1988 en sovjetisk film.

## Handling
Den handlar om hur en professor opererar in en mänsklig hypofys och mänskliga testiklar i en gatuhund, vilket får hunden att förvandlas till en grov och oborstad människa. Den satiriska romanen driver med bolsjevikerna och idén om den nya sovjetiska människan, men skildrar också den bildade medelklassen med skämtsamma överdrifter och varnar för eugenik.

## Produktion och bearbetningar
Boken tillkom under en period då det värsta revolutionära våldet hade lagt sig i Sovjetunionen, och Bulgakov och andra intellektuella trodde att den mest dogmatiska kommunismen var på väg bort. Han försökte få boken utgiven 1925, men detta stoppades av den dåvarande partitoppen Lev Kamenjev. Året därpå försökte han få den uppsatt som teaterpjäs istället, men bearbetningen omöjliggjordes när manuset konfiskerades av den hemliga polisen OGPU efter en husrannsakan. Med hjälp av Maksim Gorkij kunde manuset så småningom återlämnas. Romanen gavs första gången ut utomlands 1969. En svensk översättning av Lars Erik Blomqvist gavs ut 1977. I Sovjetunionen gavs den ut 1987 och blev då en stor framgång.
Boken är förlaga till den italienska filmen Cuore di cane från 1976, med Max von Sydow i rollen som professorn. År 1988 kom en sovjetisk filmatisering i regi av Vladimir Bortko och med samma titel som romanen. Filmen blev en stor inhemsk framgång och bidrog till att romanen blev ett av Bulgakovs mest lästa och omtyckta verk i hemlandet, i paritet med Mästaren och Margarita.